# ویلیام چستر ماینر
ویلیام چستر ماینِـر (انگلیسی: William Chester Minor؛ ژوئن ۱۸۳۴ – ۲۶ مارس ۱۹۲۰) مشهور به دابلیو. سی. ماینر یک جراحِ ارتشِ ایالات متحده آمریکا و یکی از بزرگترین مشارکت‌کنندگانِ نگارشِ فرهنگ انگلیسی آکسفورد بود. او هنگام انجام این مشارکت بزرگ، در یک «تیمارستان مجانین» نگهداری می‌شد.

## اوایل زندگی
ماینر در سیلان (سری‌لانکای فعلی) زاده شد. پدرش یک مبلغ مذهبی کلیسا از ایالت‌های نیو انگلند آمریکا بود که در آن کشور فعالیت می‌کرد. ماینر خواهران و برادران ناتنی زیادی داشت که یکی از آنها به نام «تامس تی. ماینر»، بعدها شهردار شهر سیاتل شد. در ۱۴ سالگی، او به ایالات متحده آمریکا رفت و در دانشکده پزشکی دانشگاه ییل مشغول به تحصیل شد و با تخصصِ «آناتومی تطبیقی» در سال ۱۸۶۳ فارغ‌التحصیل شد.

## شغل نظامی
کمی بعد، ارتش اتحادیه وی را به عنوان جراح استخدام کرد و او، در سال ۱۸۶۴ میلادی، در «نبرد ویلدرنس» حضور یافت. نبردی که تلفاتِ فراوانی را برجای گذاشت. ارتش همچنین به او مأموریت داد تا با داغ‌نهادنِ حرفِ «ف» به معنای «فراری» بر روی صورتِ یک سربازِ فراریِ ایرلندی، او را تنبیه کند. ملیت این سرباز بعدها در توهمات ماینر نقش داشت.
با پایانِ جنگ داخلی آمریکا، ماینر به نیویورک منتقل شد. در آنجا منطقه سرخ نظرش را جلب کرد و پس از آن، بیشتر ساعات غیرکاری را با تن‌فروشان سپری می‌کرد. در سال ۱۸۶۷، ارتش آمریکا که متوجهٔ رفتارهای غیرعادی او شده بود، وی را به ناحیه‌ای دورافتاده در فلوریدا موسوم به «پنهندل فلوریدا» اعزام کرد. بیماری او تا به آنجا پیشرفت کرد که در سال ۱۸۶۸ میلادی، در بیمارستان «سنت الیزابت» که یک تیمارستان مجانین در واشینگتن، دی.سی. بود، بستری شد. با گذشت ۱۸ ماه از بستری، هنوز آثار بهبودی در وی ظاهر نشده بود.

## مهاجرت به انگلستان
در سال ۱۸۷۱ میلادی، او به انگلستان رفت و در ناحیهٔ فقیرنشین لمبت در لندن سکنا گزید و زندگی بی‌بندوباری را پی گرفت. ماینر که دچار توهمات مستمر بود در ۱۷ فوریه ۱۸۷۲ میلادی، مردی به نام «جرج مِرِت» را با شلیکِ گلوله به قتل رساند. «جرج مِرت» سرپرستی همسر باردارش الیزابت و ۶ فرزند را بر عهده داشت و آنروز، راهیِ محل کارِ خود بود. ماینر پیش از محاکمه، مدتی را در یک زندانِ محلی گذراند و پس از انجامِ محاکمه، به دلیل «جنون»، مجرم شناخته نشد. او را به تیمارستان «برادمور» در روستای «کروثورن» (در شهرستان بارکشر) منتقل کرده و تحتِ نظر و درمان قرار دادند. از آنجایی که ماینر هنوز از مزایای بازنشستگی ارتش آمریکا بهره‌مند بود و دیگر فرد خطرناکی هم محسوب نمی‌شد، جای نسبتاً راحتی را به او اختصاص دادند و اجازه دادند تا کتاب بخرد و بخواند.

## مشارکت درفرهنگ انگلیسی آکسفورد
ماینر به سبب مکاتباتی که با فروشندگان کتاب در لندن داشت، خبردار شد که برای نگارش یک واژه‌نامه (که بعدها فرهنگ انگلیسی آکسفورد نام گرفت)، بدنبال داوطلب می‌گردند. وی از آن پس، تمامی عمر خود را صرف به ثمر رساندن این پروژه کرد. وی مبدل به یکی از مفیدترین داوطلبان پروژه شد و با خواندن کتاب‌های قدیمی فراوانی که در اختیار داشت، دست به نگارش نقل‌قول‌ها و عباراتی زد که نشان می‌داد چگونهٔ یک واژهٔ به‌خصوص، در جمله بکار می‌رود. جالب آنکه بیوهٔ مردی که ماینر او را کشته بود، هر از چند گاهی، به او سر می‌زد و کتاب‌های جدیدی برایش می‌آورد. نویسندگان اصلی فرهنگ‌نامه فهرستی از واژه‌هایی را که برایشان «مثال» و «نمونه‌کاربرد» می‌خواستند به ماینر می‌دادند و او به‌آسانی، برایشان عبارات و جملاتی را ارائه می‌کرد. سال‌ها گذشت تا آنکه «دکتر جیمز مورِی»، داستان زندگیِ ماینر را شنید و سرانجام در ژانویه ۱۸۹۱ به دیدار او شتافت. در سال ۱۸۹۹، دکتر مورِی با بیان این جمله به قدردانی از مشارکت بی‌نظیرِ «ویلیام چستر ماینر» پرداخت که: «تنها با مرور مثال‌های او [در واژه‌نامه]، به‌آسانی می‌توانیم ۴ قرن را [در برابر دیدگان خود] ترسیم کنیم.»
وضعیت روانی ماینر در سال ۱۹۰۲ رو به وخامت نهاد. یکی از هذیان‌های او، آن بود می‌خواهند شبانه او را بدزدند و به یک جای خیلی دور همچون استانبول برده و او را وادار کنند تا به کودکان تجاوز کند. به همین سبب، او با چاقویی که هنگام کار بر روی واژه‌نامه در اختیارش گذاشته بودند، آلت تناسلی خود را برید. با بدتر شدن وضعیت جسمانی، و با پی‌گیری‌ها و حمایت‌های دکتر مورِی، در سال ۱۹۱۰ میلادی و با دستور مستقیمِ «وینستون چرچیل»، وی را از تیمارستان آزاد کردند. سپس او را مجدداً به ایالات متحده آمریکا دیپورت (اخراج) کردند و ماینر، دوباره با تشخیصِ «زوال عقلی زودرس» (دمانس زودرس) در تیمارستان «سنت الیزابت» بستری شد. در سال ۱۹۱۹ میلادی، او به «سرای سالمندانِ دچار جنون» منتقل شد و در ۲۶ مارس ۱۹۲۰ میلادی، در سن ۸۵ سالگی، در شهر هارتفورد ایالت کنتیکت درگذشت.

## در فرهنگ عامه
در سال ۱۹۹۸ میلادی سایمون وینچستر کتابِ جرّاحِ کروتورن (انگلیسی: The Surgeon of Crowthorne) را نگاشت که در ایالات متحده آمریکا با نامِ «استاد و دیوانه» (انگلیسی: The Professor and the Madman) به چاپ رسید. این کتاب دربارهٔ سال‌های پایانی زندگی ویلیام چستر ماینر و مشارکت‌ها و نقش او در به ثمر رسیدنِ فرهنگ انگلیسی آکسفورد است.